# Cylindrocline lorencei
Espèce
Classification phylogénétique
Statut de conservation UICN

 EW 3.1 : Éteint à l'état sauvage
Cylindrocline lorencei est une espèce de plante à fleurs appartenant à la famille des Astéracées endémique de l'île Maurice qui a été décrite en 1987 par A.J. Scott . Un seul spécimen a été observé dans la nature en 1973. En 1990, l'espèce a été considérée comme éteinte à l'état sauvage, la semence disponible ne réussissant pas à germer. Le Conservatoire botanique national de Brest s'est lancé avec succès dans la culture in vitro d'une partie viable de l'embryon de la graine et a pu sauver cette plante de l'extinction. Grâce à la multiplication végétative au Conservatoire botanique national de Brest et aux Jardins botaniques royaux de Kew, une petite population de Cylindrocline lorencei est cultivée et des efforts sont en cours pour les rétablir dans leur habitat naturel .

## Description

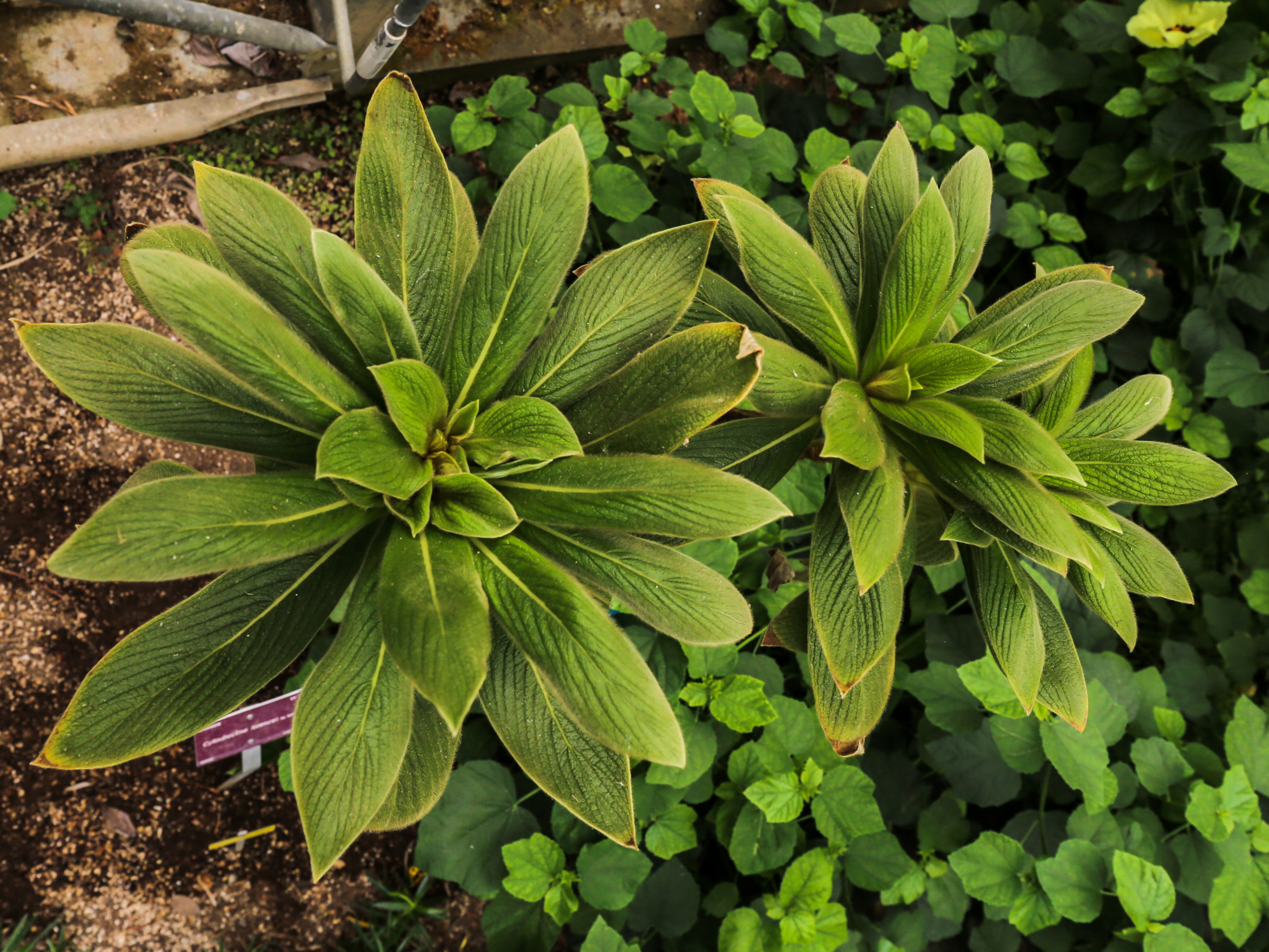
Feuilles vert olive en spirales.

Cylindrocline lorencei est un petit arbre qui peut atteindre 2 mètres de hauteur avec des branches dans la partie supérieure qui sont densément recouvertes de feuilles en rosettes. Son tronc de 7,5 cm de diamètre est assez robuste mais sans être cassant et des branches qui peuvent résister à des vents violents. Il est marqué par des cicatrices de feuilles tombées.

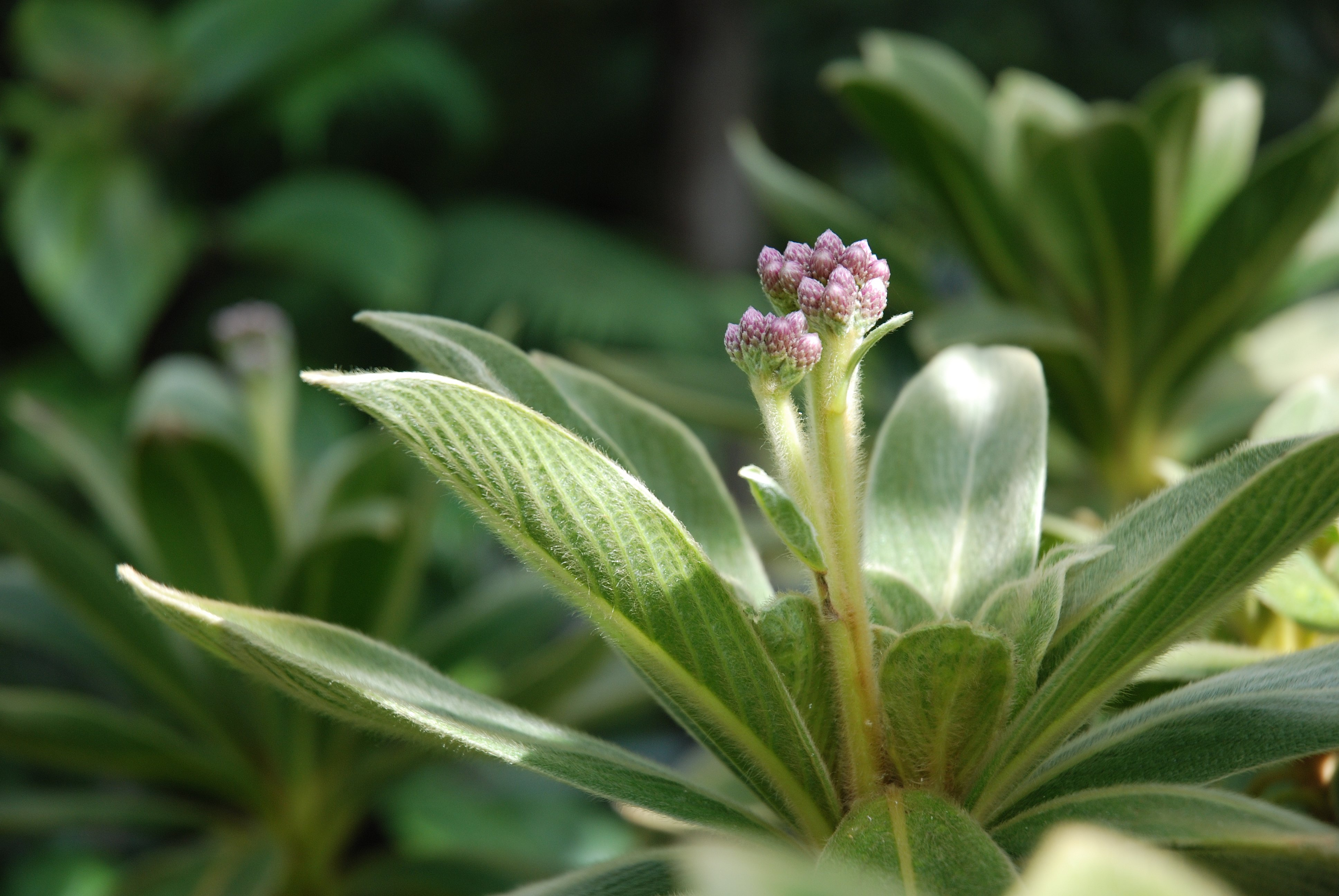
Fleur de cylindrocline lorencei conservée au CBN Brest.

Les feuilles sont vert olive, disposées en spirale et sont fixées directement sur la tige ou avec un pétiole très court. La feuille oblancéolée (sommet arrondi et base conique) mesure de 12 à 18 cm de longueur et 4,5 à 5,5 cm de largeur, avec des poils fins sur la face supérieure et couverte de poils fins sur la face inférieure. Les feuilles sont attachées directement à la tige sans pétiole (tige foliaire), ou peuvent avoir un pétiole court de 10 à 15 mm de long. Elles ont des nervures vert jaunâtre au-dessus et en dessous.
L'inflorescence est terminale (portée au bout d'une tige). Le pédoncule (tige d'inflorescence) mesure jusqu'à 14 cm de long, avec une section basale d'environ 5,5 cm au-dessous de la première bractée en forme de feuille et est densément recouvert de poils. Les fleurs hermaphrodites sont mauves et fleurissaient de décembre à janvier et en juin dans la nature sur l'île ; sous serre, de juin à juillet (mais cela peut être variable).
Les graines sont de couleur brunâtre et peuvent mesurer de 3 à 3,5 mm de long.

## Distribution et habitat
Le spécimen original poussait à 700 m d'altitude, à Plaine Champagne dans le Parc national des gorges de Rivière Noire au sud-ouest de l'île.
Son habitat est une zone de buissons de basse altitude et la plante poussait avec des Helichrysum sur un sol latéritique.

## Conservation
Les échantillons du spécimen type, matériel utilisé par Scott, ont été recueillis en 1973 par le botaniste David H. Lorence (es), qui en a observé un seul exemplaire dans la zone de Plaine Champagne,.
En 1977, Jean Yves Lesouëf, ancien directeur et fondateur du CBNB, a confirmé l'existence de cette plante en recueillant des graines qui ont été conservées au froid dans la banque de graines du conservatoire et distribuées dans divers jardins botaniques pour essayer de les faire pousser. Malheureusement, aucune des graines n'a réussi à se développer.
Dans les années 1990, le CBNB, en contrôlant les semences du congélateur, trouve par des tests de coloration des tissus encore vivants dans les embryons. Seulement, après des tests de germination en 1994 et 1995, il s'avère que les embryons n'ont pas suffisamment de réserve pour pouvoir se développer et donc de germer.
Pendant ce temps, en 1996, Wendy Strahm ne l'ayant pas retrouvé sur l'île, considère la plante comme éteinte dans la nature, même si la Liste rouge de l'UICN pour l'année 1997 la classe encore comme menacée d'extinction, sans doute par manque d'information.
Un programme est lancé avec l'INRA de Ploudaniel dans le Finistère et le Conservatoire pour réaliser un développement in vitro avec les cellules vivantes. C'est ainsi qu'en 2003, trois plants réussissent à pousser, à s'acclimater, à fleurir et sont mis en terre. Dans le cadre d'un programme d'échange avec les jardins botaniques royaux de Kew, deux des clones leur ont été donnés pour qu'ils essayent de les multiplier, mais sans résultat.
Les biotechnologies de culture in vitro se développant rapidement, Vegenov - une société française de Saint-Pol-de-Léon dans le Finistère - va travailler avec le conservatoire en créant un protocole pour multiplier la plante afin de la réimplanter sur l'île ; ce qui est appelé la micropropagation.
Fin 2007, le CBNB continue la culture du clone et prélève des bourgeons dormants le long de sa tige. Après leur désinfection, ils sont introduits dans un milieu nutritif stérile afin de les multiplier. Une fois développés, ils sont placés dans un milieu plus pauvre pour qu'ils puissent s'enraciner. Puis, une phase d'acclimatation en terre dans des mini-serres est nécessaire à leur développement avant de les faire pousser en pleine terre. Cette méthode de micropropagation a permis d'obtenir plusieurs centaines de plants.

Culture des clônes
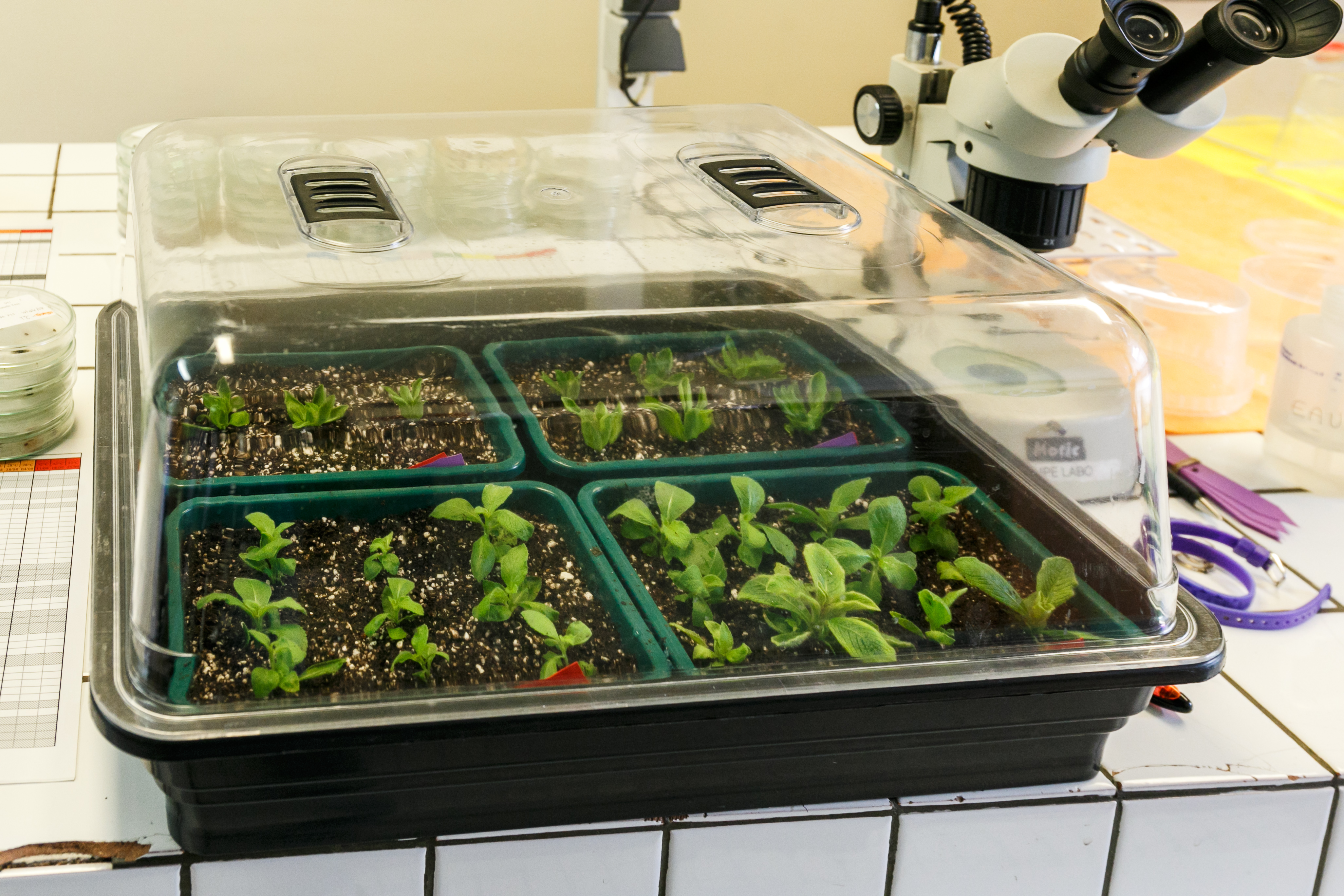
Mini-serre.
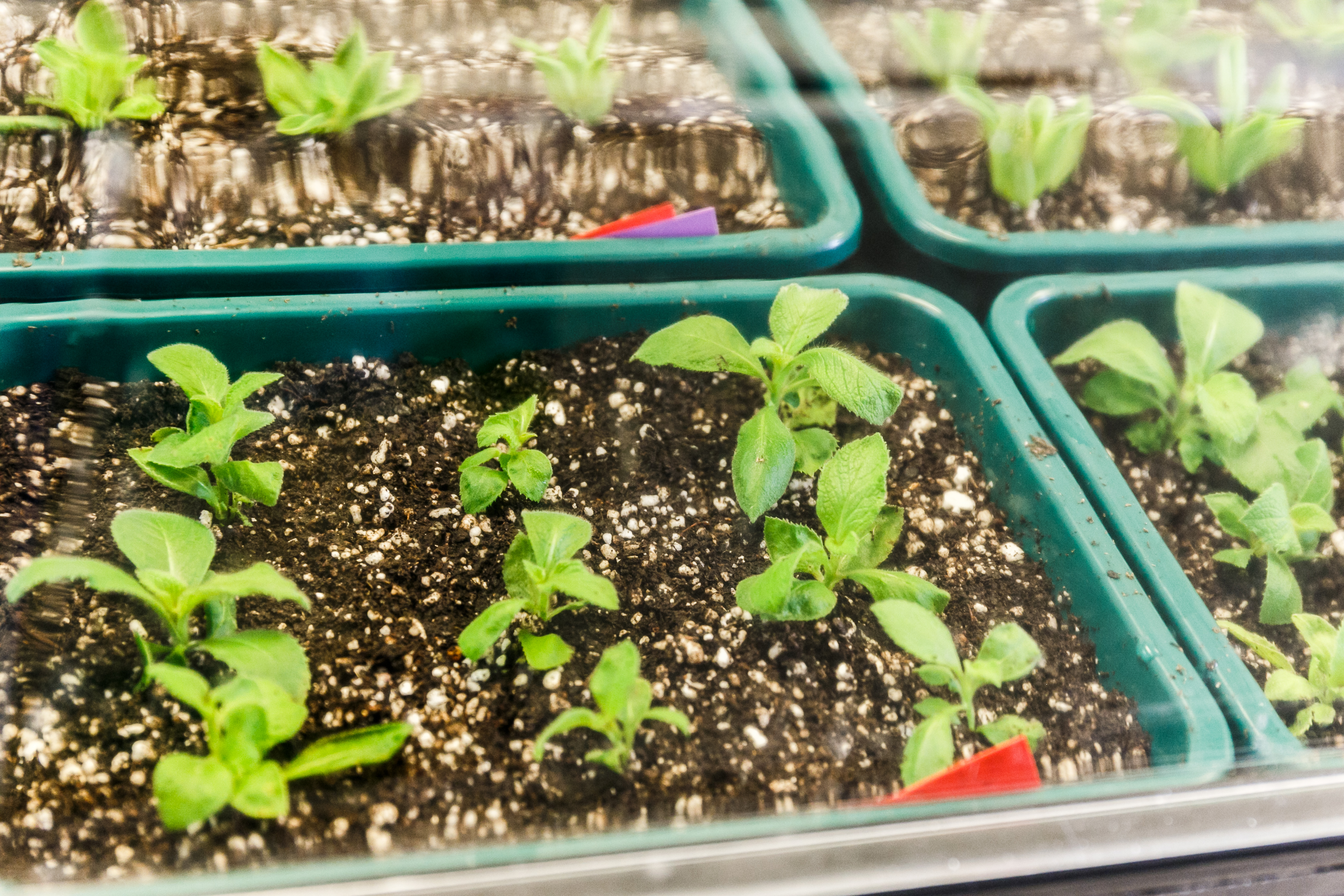
Mini-serre.
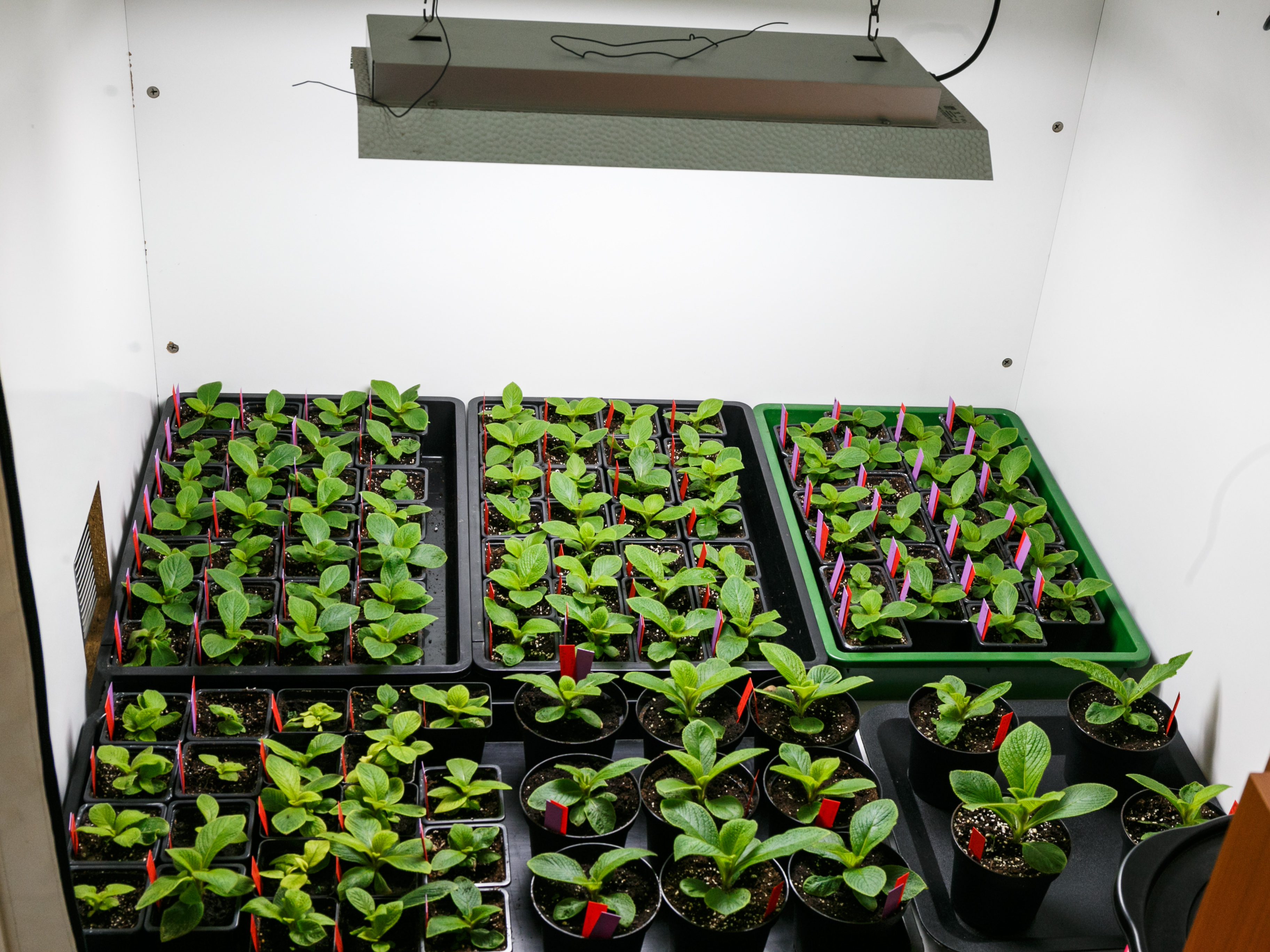
Début d'enracinement.
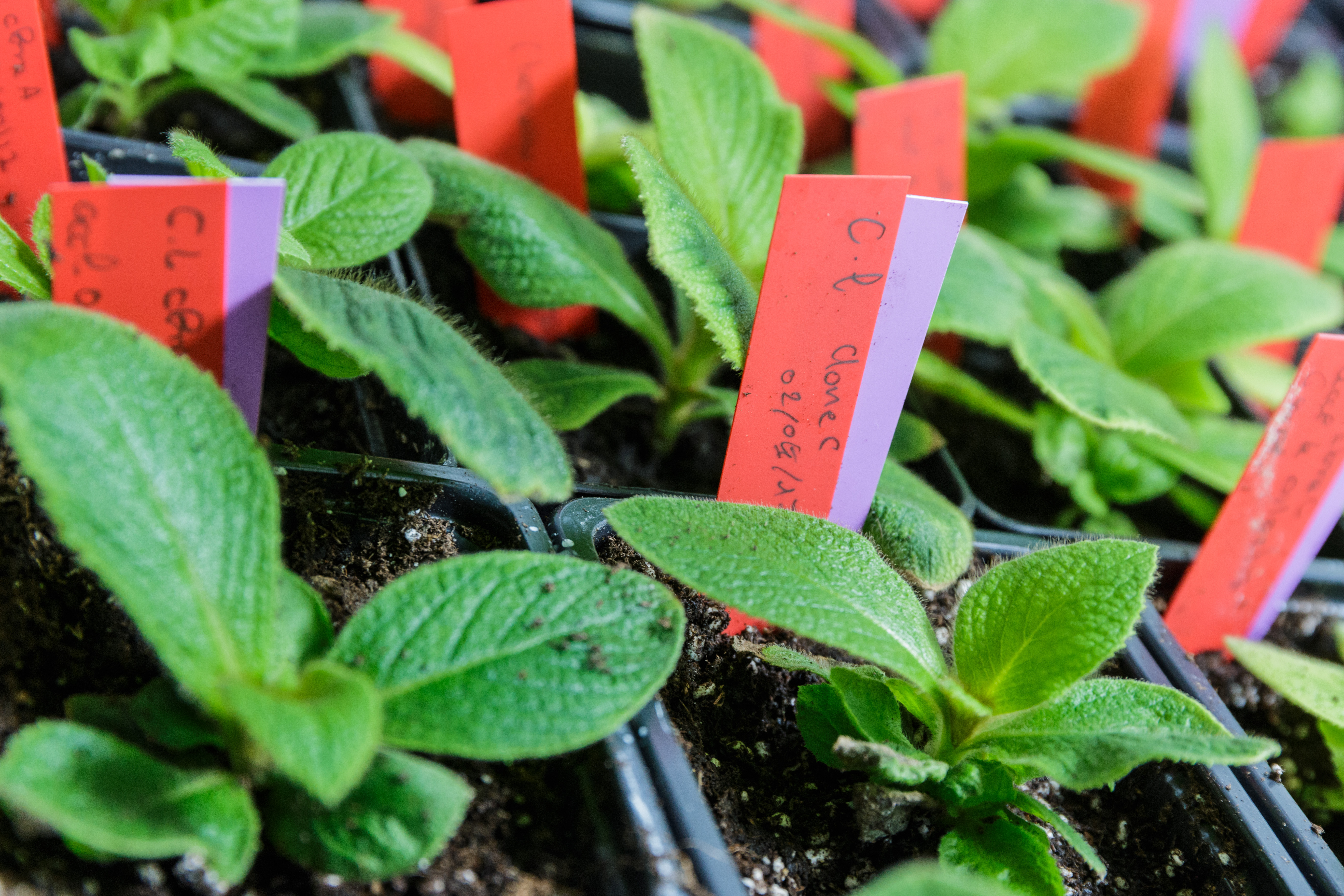
Début d'enracinement.

### Programme de réintroduction sur l'île Maurice
Depuis 2011, un vaste programme de multiplication a été lancé avec l'aide de plusieurs partenaires afin de multiplier, rapatrier et enfin réintroduire 30 espèces végétales éteintes ou menacées dans la pépinière de Robinson au Centre de propagation des plantes indigènes à Curepipe au centre de l’île Maurice. Avec l'aide d'un financement participatif sur une plateforme dédiée, le conservatoire a développé :
- son partenariat avec le laboratoire Vegenov pour la multiplication in vitro,
- la culture et la préparation des plants pour leur transport qui se fera dans le noir et sans terre,
- le voyage en camion et avion en soute climatisée pendant une semaine.

Ce budget a aussi aidé à la gestion administrative du projet pendant un an.
Le premier colis est parti en décembre 2011 avec plusieurs espèces. Depuis trois autres expéditions ont été réalisées, soit au total 302 plantes et 4 lots de graines.
Cette action de sauvetage et de conservation a permis au conservatoire de recevoir une subvention en 2017 de la part du Critical Ecosystem Partnership Fund et de la Klorane Botanical Foundation pour développer le nouveau projet dénommé Astiria afin de continuer la réintroduction des plantes à l'île Maurice, renforcer la connaissance sur la flore endémique et la partager avec les conservatoires nationaux.
Jusqu'en 2017, in n'avait pas été possible de réintroduire la Cylindrocline lorencei dans son milieu naturel car c'est une plante complexe. Il convient d'essayer de l'acclimater in vitro sur place et de trouver de nouveaux endroits sur l'île pour l'acclimater au terrain et au climat.
Deux programmes successifs ont prolongé l'action de ce premier programme :
- le programme MAURICE 2016-2019 : Astiria qui s'est proposé de développer des outils méthodologiques visant à favoriser la réintroduction des plantes en coordonnant la mise en œuvre d'actions de conservation plus efficaces en nature et en culture - le nom du programme est celui d'un genre endémique de Maurice, éteinte depuis le XIXe siècle[15] ;
- le programme MAURICE 2020-2022 : Zéro extinction pour Maurice et Rodrigues, propose la suite de ces outils méthodologiques afin d'atteindre l'extinction zéro[16]. Ce programme est couronné de succès[17].

En juin 2024, après avoir suivi un protocole précis, une centaine de plantes ont été réintroduites en milieu naturel dans les aires de conservation de l’Île Maurice,,.

### Partenaires
Le projet de rapatriement et de réintroduction de ces plantes est le fruit du partenariat entre le Conservatoire de Brest et des institutions mauriciennes comme Mauritius Wildlife Foundation, National Parks and Conservation Service, Forestry Service ainsi que des organismes internationaux comme Critical Ecosystem Partnership Fund,  Klorane Botanical Foundation. Le conservatoire botanique dispose également d'une association de soutien, L'Arche aux plantes, qui lui apporte des aides financières ponctuelles sur ce type de projets.